# Walter Dreizner
Walter Dreizner (* 21. November 1908 in Wittenberg; † 24. April 1996 in Halle/Saale) war ein deutscher Fotograf.

## Leben und Wirken
Dreizner absolvierte eine Lehre als Feinmechaniker und war danach bei der Reichspost beschäftigt. Seit 1926 beschäftigte er sich mit der Fotografie, 1933 erschien sein Panoramabild „Jahrmarkt Halle“. Seit seiner ersten Reise nach New York 1934 hielt er regelmäßig Lichtbildervorträge, u. a. über New York, Paris, Ungarn, Usedom und den Harz. 1942 bis 1944 fotografierte er als Soldat in Paris für einen geplanten Bildband. 1943 erschien „Mein Fotoalbum“. In den Jahren 1944 bis 1946 war Dreizner in amerikanischer Kriegsgefangenschaft. Nach seiner Heimkehr entstand das viel beachtete Bild „Der Trümmergarten – Mut zum Neubeginn“. Seit 1950 war er als Betreuer von Amateurfotogruppen in der ganzen DDR aktiv. 1972 war er der Initiator der Neubelebung der Arbeitsgruppe Betriebsfotogruppen der Zentralen Kommission Fotografie des Kulturbunds der DDR.
Seine Paris-Bilder wurden 1957 in Halle/Saale und 1960 in Budapest und Miskolc ausgestellt. Dreizner unternahm zahlreiche Auslandsreisen, die er fotografisch dokumentierte: 1956 nach Brüssel und Paris, in den 1960er Jahren nach Ungarn sowie 1961, 1981 und 1987 erneut nach New York. 1960 erschien sein Buch „Die zweiäugige Spiegelreflex“, 1961 sein Buch „Diapraxis“, das mehrfach aufgelegt wurde. Nach 1990 wirkte Dreizner als dokumentarischer Fotograf in Halle/Saale. Er hatte Personalausstellungen in Coswig, Wittenberg und Köthen.

## Ausstellungen
- Paris 1944 – Das lange Warten, Fotografien von Walter Dreizner – Fotoausstellung vom 12. Juni bis zum 7. August 2005 im Industrie- und Filmmuseum Wolfen (Sachsen-Anhalt)[1]